# Mangaoka
Mangaoka est une commune (Kaominina), du nord de Madagascar, dans la province de Diego-Suarez.

## Géographie
Mangaoka se trouve dans le nord-ouest de Madagascar, dans la région de Diana, à une distance relativement courte de la grande ville d'Antsinanana dont 25 km de la ville d'Antsiranana.

## Administration
Mangaoka est une commune du district d'Antsiranana II, située dans la région de Diana, dans la province de Diego-Suarez.

## Économie
La population est majoritairement rurale. On trouve sur le territoire communal des bananeraies, du manioc, du maïs et de nombreuses rizières.